# 彼得·杰米契夫
彼得·尼洛维奇·杰米契夫，（俄語：Пётр Нилович Демичев；1918年1月3日—2010年8月10日），苏联党和国家领导人。曾任联共（布）莫斯科市委宣传鼓动部副部长、联共（布）莫斯科州委第一书记助理、苏联部长会议秘书、苏共莫斯科州委第一书记、苏共莫斯科市委第一书记、苏共中央主管文化与意识形态工作的中央书记处书记、苏联文化部长、苏联最高苏维埃主席团第一副主席等职务。

## 生平
- 1918年1月3日出生于卡卢加州佩索奇尼亚村（现基洛夫市）的一个工人家庭。
- 1934年-1937年，柳季诺夫斯基机械学校学习。
- 1937年，共青团基洛夫市区委书记。
- 1937年-1939年，伏罗希洛夫军事防化学院学习。
- 1939年-1940年，苏联红军驻蒙古人民共和国部队服役。曾参加诺门罕战役。1939年加入联共（布）。
- 1940年-1943年，伏罗希洛夫军事防化学院学习。
- 1943年-1944年，莫斯科门捷列夫化工学院学习。
- 1944年-1945年，莫斯科门捷列夫化工学院助教。
- 1945年-1947年，联共（布）莫斯科市索科利尼基区委书记、组织部长。
- 1947年-1950年，联共（布）莫斯科市苏维埃区委书记。
- 1950年-1952年，联共（布）莫斯科市委宣传鼓动部副部长。
- 1952年-1953年，苏共莫斯科州委第一书记兼市委第一书记（尼基塔·赫鲁晓夫）助理。1953年毕业于苏共中央高级党校。
- 1953年-1956年，苏共中央第一书记助理。
- 1956年-1958年7月，苏共莫斯科州委书记。
- 1958年7月-1959年3月，苏联部长会议秘书。
- 1959年3月-1960年7月，苏共莫斯科州委第一书记。
- 1960年7月-1962年11月，苏共莫斯科市委第一书记。
- 1961年10月-1974年12月，苏共中央书记处书记。期间，1962年11月-1964年，苏共中央化学和轻工业局主席。1965年起主管意识形态、历史和文化工作。1965年3月-1966年5月，苏共中央意识形态委员会主席。
- 1974年11月-1986年6月，苏联文化部长。
- 1986年6月-1988年10月，苏联最高苏维埃主席团第一副主席。
- 1988年10月起退休，享受联邦养老金待遇。
- 2010年8月10日于莫斯科州奥金佐夫斯基区扎沃隆基村逝世，享年92岁。葬于兹纳缅斯科耶公墓。

杰米契夫是苏共21-27大代表，第19次代表会议代表；第21-27届中央委员，第22届中央主席团候补委员，第23-27届中央政治局候补委员；第6-11届苏联最高苏维埃联盟院代表；第7-11届俄罗斯苏维埃联邦社会主义共和国最高苏维埃代表。

## 荣誉
苏联：
- 四次列宁勋章（1963,1968,1971,1988）
- 十月革命勋章（1978）
- 一级卫国战争勋章（1985）
- 劳动红旗勋章（1957）
- 劳动英勇奖章（1959）
- 1941-1945年伟大卫国战争战胜德国奖章
- 1941-1945年伟大卫国战争胜利四十周年奖章
- 巩固战斗友谊奖章（1980）

波兰：
- 一级功勋十字勋章（1985）

蒙古：
- 苏赫巴托尔勋章